# Малкият принц (фестивал)
Вижте пояснителната страница за други значения на Малкият принц.
Фестивалът на детско-юношеското театрално творчество „Малкият принц“ е театрален фестивал, който се провежда ежегодно във Велико Търново.
Цел на фестивала е да стимулира театралното изкуство за деца и юноши, както и да предостави възможност за сценични изяви, творчески срещи и дискусии на детско-юношеските театрални състави от страната. Дом на фестивала е музикално-драматичен театър „Константин Кисимов“.

## Основатели и организатори
Община Велико Търново и Народно читалище „Извор – 1873“ село Самоводене са основателите и организаторите на фестивала.

### Регламент
Във фестивала имат право да участват детско-юношески театрални формации от цялата страна, които подават формуляр за кандидатстване. Задължително е представените спектакли да са минали премиера и да се приложи анотация, режисьорска експликация и видеоматериал с продължителност минимум 15 минути. Традиционно фестивалът продължава четири дни – в първите два играят децата, а във вторите два юношите. Фестивалът е състезателен. Във фестивала участват състави, представящи жанровете драматичен и музикален театър /мюзикъл, оперета/. Не се допускат рецитали. Авторитетно жури, което председателства Николай Априлов, определя кои да бъдат наградени.

## Награди за спектакъл

### Категории
- Голямата награда на Община Велико Търново – статуетка, грамота и парична награда от 350 лв.
- I награда – плакет, грамота и парична награда от 300 лв.
- II награда – плакет, грамота и парична награда от 250 лв.
- III награда – плакет, грамота и парична награда от 200 лв.

### Индивидуални награди
- За най-добра мъжка роля – плакет, грамота и парична награда от 80 лв.
- За най-добра женска роля – плакет, грамота и парична награда от 80 лв.
- За поддържаща мъжка роля – плакет, грамота и парична награда от 50 лв.
- За поддържаща женска роля – плакет, грамота и парична награда от 50 лв.
- Поощрителна награда от Народно читалище „Извор – 1873“ с. Самоводене.

През годините е имало гостуващи трупи от български неделни училища в чужбина.